# Achillea apiculata
Achillea apiculata là một loài thực vật có hoa trong họ Cúc. Loài này được N.I.Orlova mô tả khoa học đầu tiên năm 1966.